# Gabriela Potoracová
Gabriela Potoracová (* 6. února 1973 Bacău) je bývalá rumunská sportovní gymnastka.
S gymnastikou začala v pěti letech v klubu CS Bacău, pak se dostala do přípravného centra olympijských nadějí v Devě, které vedl Octavian Bellu. V reprezentaci debutovala v roce 1986, kdy byla čtvrtá na Hrách dobré vůle ve víceboji a na bradlech. Na mistrovství Evropy juniorek ve sportovní gymnastice 1986 získala na bradlech bronzovou medaili. Na juniorské soutěži Družba 1987 v Baia Mare cvičila ve vítězném rumunském družstvu a byla třetí na kladině. V tomto roce také obsadila třetí místo ve víceboji na seniorském mistrovství Rumunska.
V roce 1988 zvítězila na juniorském evropském šampionátu na kladině a byla druhá ve víceboji a na bradlech. Na Letních olympijských hrách 1988 se jako členka rumunského družstva podílela na zisku stříbrné medaile. V individuálních soutěžích byla druhá v přeskoku, třetí na kladině (o bronzovou medaili se dělila s Američankou Phoebe Millsovou), čtvrtá ve víceboji, devátá na bradlech a dvanáctá v prostných.
V roce 1989 se stala mistryní Evropy na kladině, když se o titul dělila s reprezentantkou Sovětského svazu Olesjou Dudnykovou. Na tomto evropském šampionátu skončila Potoracová čtvrtá ve víceboji a na bradlech. V roce 1989 také obsadila na mistrovství světa ve sportovní gymnastice druhé místo v týmové soutěži, třetí místo na kladině, páté místo na bradlech a šestnácté místo ve víceboji. Její poslední gymnastickou soutěží bylo Dutch Open v roce 1990.
Vystudovala bukurešťskou sportovní univerzitu, byla trenérkou v klubu Triumf a pak působila v japonském městě Macujama. Provdala se zde za Japonce, naučila se japonsky a pracovala jako překladatelka. V roce 2000 jí byl udělen Národní řád za zásluhy.